# Georges Audigier
Pour les articles homonymes, voir Audigier.
Georges Audigier est un écrivain et homme politique français, né le 1er mars 1863 à Rochefort-Montagne (Puy-de-Dôme) et décédé le 8 avril 1925 à Paris.

## Biographie
Après une carrière préfectorale commencé comme chef de cabinet du préfet d'Eure-et-Loir en 1889 et interrompue par une révocation de son poste de sous-préfet de Senlis (Oise) en 1899, il entame une carrière politique dans les rangs des républicains modérés.
Conseiller municipal de Senlis en 1900, il est élu député de l'Oise en 1902 et siège parmi les républicains progressistes.
Malgré une activité parlementaire assez intense, il subit le succès de la gauche aux élections de 1906 et perd son siège au profit du candidat radical.
Parallèlement à ses carrières, administratives et politique, Georges Audigier a publié des recueils de poèmes, sous son nom (depuis Les Rêveuses, en 1885 jusqu'à La ville au bois dormant, en 1912) ou sous le pseudonyme de Chateauvieux.
Il s'éloigne ensuite progressivement de la vie publique et meurt le 8 avril 1925 à Paris.

## Musique
Camille Saint-Saëns, La Nuit, pour soprano, chœur de femme et orchestre, op. 114, texte de Georges Audigier